# Zeuzera
Zeuzera é um gênero de traça pertencente à família Arctiidae.